# 苗栗市
苗栗市，舊稱「貓裏」、「猫狸」，得名自平埔原住民道卡斯族「貓裏社」，前身「苗栗鎮」，位於臺灣苗栗縣中部，為苗栗縣縣治所在地。市內人口約8.6萬人，是苗栗縣人口第三多的行政區，其中客家人約佔該市人口的87%，通行語言為四縣腔客家話及中華民國國語。
1946年苗栗街改制新竹縣苗栗區苗栗鎮，1950年改隸苗栗縣，並為縣治。1981年因屬縣治所在地而改為縣轄市。全市平原與丘陵地各佔一半，平原地區經濟活動主要為農業，丘陵地區則為林牧用地，受地形影響使當地工商業發展較慢。隨後由於交通建設的發展，促使當地商業活動的形成。在具備縣政中心地位的條件下，境內有數所縣級行政機關與高等教育及學術單位的分佈，也使苗栗市發展為苗栗縣的文教中心。

## 詞源
今苗栗市中苗、南苗地區古時候為原住民道卡斯族巴利社（Bari）居住地，其社名之原住民語意為「平原」。最初遷移至此的閩南人以其音近似靈貓科動物「貓貍」（俗體字作猫狸）之閩南語發音，即以此作為地名。其後官方文書亦有使用近音之貓裏、貓裡或貓里者。
清光緒15年（1889年）臺北府新竹縣分拆為兩縣之際，將貓狸依客家話發音改為近音雅字之苗栗，以作為新的縣名及日本時代的堡名，其後沿用至今。

## 歷史
依據考古學家的研究，苗栗縣已發掘史前遺址存在的年代，從四千年前的彩陶文化到兩千年前的黑陶文化都有。其中位於苗栗市的遺址，僅有「苗栗龜山遺址」一處，位於舊龜山大橋北端橋頭，即龜山大陂圳入水口上方斜坡，有稀疏的石器及陶片分佈。
在明鄭時代，苗栗縣一帶為平埔原住民道卡斯族的居住地之一，總共分為九社，其中「貓裡社」位於今苗栗市中苗、南苗地區，「嘉志閣社」則位於北苗地區。清朝康熙年間，漢人開始入墾，以來自廣東、福建地區的客家人居多。乾隆年間，貓裡、嘉志閣兩社合併為「貓閣社」。清光緒中葉，貓閣社移居「城南六里」（今新英里新英國小一帶），男女共二百八十餘人，其後裔仍居該地，舊地名即為「蕃社」。
清朝光绪15年（1889年），自臺北府新竹縣分拆出苗栗縣，為苗栗設縣之始，轄區為中港溪以南，大甲溪以北地區。同時，設縣治於「夢花街」，即今苗栗市建功里、玉清里一帶所轄範圍。
明治28年（1895年）大日本帝國殖民台灣後，苗栗廢縣而改為「苗栗支廳」，隸屬於臺灣縣（次年改名「台中縣」）。明治30年（1897年）重置「新竹縣」，苗栗改隸之。明治31年（1898年）6月，廢新竹縣，苗栗改隸台北縣「新竹辦務署」；同年11月，苗栗復隸台中縣，並設「苗栗辦務署」。明治34年（1901年），又設立獨立的苗栗廳。明治42年（1909年），苗栗地方廢苗栗廳，改隸「新竹廳」。大正九年（1920年），復設苗栗街，為苗栗郡治，隸屬於「新竹州」。
第二次世界大战後，國民政府於民國35年（1946年）改「州、郡、街庄」為「縣、區、鄉鎮」。原苗栗街改稱「苗栗鎮」，為苗栗區區署所在地。政府遷台後，於民國39年（1950年）10月調整行政區域，將新竹縣分為桃園、新竹、苗栗三縣，苗栗縣正式恢復，設縣治於苗栗鎮。民國70年（1981年）12月，苗栗鎮因屬縣政府所在地，升格為「苗栗市」以迄於今。

## 地理

### 地形
苗栗市北以後龍溪與後龍鎮為界，東隔後龍溪與頭屋鄉、公館鄉相望，南鄰西湖鄉、銅鑼鄉。行政區輪廓像倒立之「香圓瓜」，北寬南窄，南北較長，總面積約37.8872平方公里。主要河川除後龍溪外，尚有穿越西部山區的後龍溪支流南勢溪。
苗栗市西北、西南有山地1,800公頃（西山丘陵），為農牧綜合經營發展地區，東邊有農地重劃區900公頃，東南部則以工商業為主，地平人稠，為该市樞紐地帶。
苗栗市為河谷平原、多丘陵（西山丘陵）之地區，最高點為西南方的上南勢坑（南勢溪源頭附近）、八甲附近與西湖鄉界的稜線上，海拔達240公尺，往北至「西山尾」，台6線周圍一帶之海拔已降到50公尺左右（後龍溪下游河畔，後龍溪南岸）。氣候屬於亚热带季风氣候，氣候溫和多雨，雨量由海岸向山區遞減，雨季主要在5月至9月。
苗栗市的最高峰一般稱為「242峰」，標高242公尺，屬於西山丘陵地，峰頂座落於苗栗市和西湖鄉交界處。該峰位於鄉道苗28線（三湖路）4公里附近，四周有丘陵環繞。

### 人口
根據苗栗縣政府民政處及內政部戶政司統計，2024年底苗栗市戶數計有33,929戶，人口計有86,025人，人口密度每平方公里約有2,278人，是臺灣人口密度第九高的縣轄行政區，其中男性人數為42,602人，女性人數為43,423人，性別比約為98.11，排行苗栗縣最低，且為縣內唯一女性人數多於男性人數的行政區。市內人口最多與最少的里分別是福麗里與大同里，2024年底兩里人口分別為6,660人與524人，福麗里也是苗栗縣人口第四大村里。
2004年7月，苗栗市人口達到91,390人的峰值，其後10年一直停滯在9萬人至9.1萬人之間，2014年起呈現嚴重衰退，直到2023年有止跌回升的趨勢。苗栗市和苗栗縣其他地區相同，面臨人口老化與少子化的問題。早在1966年宣導家庭計畫，使得出生率明顯降低，加上臺灣經濟的長足進展，人民生活獲得改善，衛生醫療進步，老年人口逐年增加:221。現今苗栗市人口中11.62%是0至14歲人口，67.36%是15至64歲人口，21.02%則是65歲以上人口。

## 政治

### 歷任首長
| 屆次 | 姓名   | 黨籍       | 就任日期       | 卸任日期       | 備註               |
| 1    | 張秋華 | 中國國民黨 | 1981年12月25日 | 1982年3月1日   | 改制後首任         |
| 2    | 邱源忠 |            | 1982年3月1日   | 1986年3月1日   |                    |
| 3    | 邱源忠 |            | 1986年3月1日   | 1990年3月1日   |                    |
| 4    | 郭豐煊 |            | 1990年3月1日   | 1994年3月1日   |                    |
| 5    | 郭豐煊 |            | 1994年3月1日   | 1998年3月1日   |                    |
| 6    | 邱炳坤 | 無黨籍     | 1998年3月1日   | 2002年3月1日   |                    |
| 7    | 邱炳坤 | 無黨籍     | 2002年3月1日   | 2006年3月1日   |                    |
| 8    | 鄒玉梅 | 中國國民黨 | 2006年3月1日   | 2010年3月1日   |                    |
| 9    | 邱炳坤 | 無黨籍     | 2010年3月1日   | 2014年12月25日 |                    |
| 10   | 邱炳坤 | 無黨籍     | 2014年12月25日 | 2018年12月25日 |                    |
| 11   | 邱鎮軍 | 中國國民黨 | 2018年12月25日 | 2022年12月25日 |                    |
| 12   | 邱鎮軍 | 中國國民黨 | 2022年12月25日 | 2024年1月31日  | 當選立法委員而辭職 |
| 12   | 葉志航 | 無黨籍     | 2024年2月1日   | 2024年4月30日  | 代理               |
| 12   | 余文忠 | 中國國民黨 | 2024年4月30日  | 現任           | 補選               |

### 市政組織
苗栗市公所是苗栗市最高層級的地方行政機關，在中華民國政府架構中為縣轄市自治的行政機關，同時負責執行縣政府及中央機關委辦事項，苗栗市的自治監督機關為苗栗縣政府。市長由全體市民直接選舉產生，任期為四年，可連選連任一次。苗栗市公所並置市政會議，為市政最高決策機構，在市長之下，設有6課4室等10個內部單位及5個附屬機關。
苗栗市民代表會是苗栗市的最高民意機關，代表苗栗市全體市民立法和監察市政。市民代表由公民直選選出，任期為四年，可連選連任。苗栗市民代表會共有16位市民代表，分別為第一選區3席市民代表、第二選區3席市民代表、第三選區5席市民代表、第四選區5席市民代表，主席、副主席由16位市民代表互選產生。

### 行政區
現今苗栗市行政範圍的確立，來自於1920年，日本將臺灣改為五州二廳，設苗栗街屬新竹州苗栗郡:479。苗栗街轄苗栗、西山、社寮岡、維祥、芒埔、嘉盛、田寮、南勢坑等8個大字:482－483。1946年1月11日，改為「苗栗鎮」，屬新竹縣苗栗區。1950年，調整行政區域，苗栗鎮改隸新成立的苗栗縣:479。1981年12月25日，因屬縣治所在地而改制為「苗栗市」:481。
苗栗市共轄28里，依據苗栗市民代表會選區劃分，可分為四個區域，其行政區域分布情形為：
| 次分區   | 里名   | 里名   | 里名   | 里名   | 里名   | 里名   | 里名   | 里名   |
| -------- | ------ | ------ | ------ | ------ | ------ | ------ | ------ | ------ |
| 第一選區 | 中苗里 | 玉華里 | 玉清里 | 青苗里 | 維祥里 | 維新里 |        |        |
| 第二選區 | 大同里 | 水源里 | 玉苗里 | 高苗里 | 恭敬里 | 新苗里 | 綠苗里 | 勝利里 |
| 第三選區 | 上苗里 | 北苗里 | 清華里 | 福安里 | 福星里 | 嘉新里 | 嘉盛里 |        |
| 第四選區 | 文山里 | 文聖里 | 建功里 | 南勢里 | 福麗里 | 新川里 | 新英里 |        |

| 苗栗市行政區劃 |
|                |

## 經濟
苗栗市河谷平原廣闊，丘陵地低而平緩，加以氣候溫和，水資源豐沛，適合農牧業發展。平原上農田作物以水稻為主，間或培植有機蔬菜、芋頭、荷花；山坡地則多種植文旦、柑橘、菇類。茶葉亦為生產大宗，產地在台13線以西的西山丘陵地。主要品種為「青心烏龍」，近年來更逐漸以「有機茶」打出市場知名度。在西部及西北部山坡地，為該市主要的酪農區，有多處乳牛、山羊、乳羊的牧場，其中肉羊飼養數量不斷增加。以台六線經國路六段旁山坡地上的羅爺爺牧場最知名。近年來市公所致力於推展休閒產業，致力於農村風貌改善，為農牧業找到了第二春。
苗栗市的傳統製造業以陶瓷業、手工業為主，國立台灣工藝研究所在該市設有「苗栗技術輔導中心」，以輔導相關產業。陶瓷業曾經風光一時，產品銷售到世界各地；近年來產業逐漸外移，已不復往日盛況。位於北郊的「西山工業區」，占地79公頃，有長春化工苗栗廠、台肥苗栗廠等大型石化廠，均得力於鄰近之公館鄉生產豐富的天然氣與石油氣。
在商業活動方面，南苗三角公園商圈最為熱鬧，傳統小吃及各型商店林立，中正路、中山路、日新街、光復路兩旁都是主要的商店街。其中日新街35巷舊名「坑仔底」，昔日最為繁榮，曾有「苗栗第一街」之稱號。此外，火車站、市公所附近的商業機能也相當強。近年來市公所致力於商圈營造，透過統一市招、強化公共設施等推動計畫，希望能帶動商業繁榮。
連鎖量販超市/專門店
| 店家名稱                   | 營業時間    | 服務地址         | 備註                          |
| -------------------------- | ----------- | ---------------- | ----------------------------- |
| 家樂福（苗栗店）           | 09:00~23:00 | 國華路599號      |                               |
| 里仁（苗栗北安店）         | 10:00~21:30 | 福麗里北安街17號 |                               |
| 寶雅生活館（苗栗民族店）   | 10:00~10:30 | 民族路59號       |                               |
| 寶雅生活館（南苗中正店）   | 10:00~10:30 | 中正路929號      |                               |
| 思夢樂流行服飾館（苗栗店） | 11:00~22:00 | 正發路122號      |                               |
| 全聯福利中心（苗栗店）     | 08:00~22:30 | 中正路649號      | 可刷悠遊卡                    |
| 全聯福利中心（縣府店）     | 08:00~22:30 | 縣府路123號      | 可刷悠遊卡                    |
| 全聯福利中心（中華店）     | 08:00~22:30 | 中華路132號      | 可刷悠遊卡                    |
| 頂好超市（苗栗店）         | 24H         | 中正路482號      | 可刷悠遊卡 (原址改為小北百貨) |

## 文化

### 宗教
苗栗市市民多數為客家人，以土地伯公信仰為多，宗教活動與民間信仰狀況與台灣的閩南族群差異不大。主要的宗教為道教、佛教及民間信仰，登記有案的寺廟宮觀共有23座，其相關的廟會及祭典活動，已融入市民生活當中，成為重要的民俗文化與觀光資產。其中文昌祠位於中正路與文昌街路口的，是該市唯一保留原有風貌的傳統建築物，已列入國家三級古蹟。玉清宮位於玉清路，1906年興建，至今已有百年歷史。三山國王廟為客家人重要信仰，位於省道台13線苗栗國中旁。
其餘知名的佛教寺院及相關機構有淨覺院、佛光山大明寺、慈導寺、善德寺、慈濟苗栗園區、中台禪寺普和精舍、中台禪寺普雲精舍、法鼓山苗栗辦事處、阿蘭若如幻蘭若；知名的道教宮觀及佛道混合機構則尚有城隍廟、義民廟、五文昌廟、觀音宮、東獄府、聖帝廟、古老幽應公、苗栗市安瀾宮、五福宮、苗栗市天后宮、天雲廟、隆順宮（西山王爺公廟）、福安宮等。
天主教及基督新教也是该市的宗教信仰。天主教的苗栗縣總鐸區即設在該市，另有耶穌瑪利亞聖心修女會苗栗市會院、苗栗市聖玫瑰堂、苗栗市聖亞納堂等教堂或相關機構。基督新教諸教派中，真耶穌教會、靈糧堂、信義會、神召會、錫安會、喜信會、長老教會、浸信會、基督復臨安息日會、旌旗教會均在該市設有教堂或相關機構。

### 節慶
- 苗栗龍：元宵節使用鞭炮、蜂炮炸舞龍的慶典活動，2004年曾擴大舉行「苗栗國際觀光文化節」[27]。
- 苗栗市天后宮媽祖繞境
- 苗栗文昌祠：教師節學生拔智慧毛活動。
- 苗栗市客家粄仔節
- 苗栗風箏節 [28]
- 台灣航空模型嘉年華會：苗栗市後龍溪河濱公園舉辦的航空模型活動。 [29]

### 體育
- 苗栗縣立體育場（衛生福利部苗栗醫院旁）
- 苗栗縣立體育館（苗栗建功國小大操場旁）
- 苗栗縣立巨蛋體育館

## 教育

### 大專院校
- 國立聯合大學

### 高級中等學校
- 國立苗栗高級中學
- 國立苗栗高級商業職業學校
- 國立苗栗高級農工職業學校
- 國立苗栗特殊教育學校
- 苗栗縣私立建臺高級中學
- 苗栗縣私立育民高級工業家事職業學校

### 國民中學
- 苗栗縣立苗栗國民中學
- 苗栗縣立大倫國民中學
- 苗栗縣立明仁國民中學
- 苗栗縣私立建臺高級中學國中部

### 國民小學
- 苗栗縣苗栗市大同國民小學
- 苗栗縣文華國民小學
- 苗栗縣苗栗市啟文國民小學
- 苗栗縣苗栗市福星國民小學
- 苗栗縣苗栗市文山國民小學
- 苗栗縣苗栗市建功國民小學
- 苗栗縣苗栗市新英國民小學
- 苗栗縣僑育多元智能實驗小學

### 社會教育
- 苗栗市社教站
- 苗栗縣社區大學
- 佛光山大明社區大學
- 苗栗縣台灣社區大學

## 醫療消防
- 大千綜合醫院 （页面存档备份，存于）
- 弘大醫院 （页面存档备份，存于）
- 衛生福利部苗栗醫院
- 協和醫院
- 苗栗市衛生所
- 苗栗縣政府消防局
- 苗栗縣政府消防局第一大隊苗栗分隊
- 苗栗縣政府消防局第一大隊
- 苗栗縣政府消防局特種搜救大隊特種分隊
- 社團法人苗栗縣救難協會

## 交通
苗栗市位於台灣本島南來北往的交通要道上，除了山多地形無法興建航空國際機場，鐵公路運輸方面尚稱發達。

### 鐵路
在鐵路方面，台鐵山線大致以北北東－南南西走向貫穿該市，設有苗栗車站及南勢車站。其中苗栗車站為山線大站和台鐵發車站，各級列車均有停靠。苗栗市距離位於後龍鎮的高鐵苗栗站約4公里，可於苗栗車站搭至豐富車站轉乘台灣高鐵。
由於苗栗市交通擁擠，汽機車排放廢氣造成環境污染，曾計劃發展竹竹苗輕軌捷運苗栗路線，改善都市空氣品質。但該計劃因自償率過低，2010年被交通部退回。

### 公路
中山高速公路大致以北北東－南南西走向緊臨该市東側邊界通過，在公館鄉與省道台6線交會處設有「苗栗交流道」，可供利用以前往南北各地。福爾摩沙高速公路雖未經過轄區，但在後龍鎮與省道台6線交會處所設之「後龍交流道」距離頗近，為苗栗市西北部地區常用要道。
東西向快速公路台72線（後龍 - 汶水）則沿後龍溪東岸繞行该市北側及東側，在後龍鎮與省道台13甲線交會處設有「造橋交流道」，在頭屋鄉與省道台13線、鄉道苗27-1線交會處分別設有「頭屋一交流道」及「頭屋二交流道」，在该市水流娘地區（該地深入公館鄉）與省道台6線交會處設有「公館交流道」，可供利用以前往苗栗縣海線地區及山區。
在一般省道方面，台6線（龍港－汶水）行經苗栗市至公路、經國路，向西北可連絡後龍鎮，向東南可連絡公館鄉、獅潭鄉及大湖鄉。台13線（內湖－豐原）行經苗栗市為公路、國華路、中山路，向東北可連絡頭屋鄉、造橋鄉錦水地區、頭份市及竹南鎮，向南可連絡西湖鄉五湖地區、銅鑼鄉、三義鄉及台中市后里區、豐原區。台13甲線為台13線的舊路，向東北可連絡後龍鎮豐富地區、造橋鄉及竹南鎮。
苗栗市境內並無縣道通過。而在鄉道方面，有苗28線、苗26-2線、苗34線、苗27線、苗27-1線、苗29線等。

### 客運
在國道長程客運方面，目前國光客運，設有國光客運苗栗車站，與新竹客運共用，有「1824：苗栗－中山高－台北（交九台北轉運站）線」及「1824A：苗栗－中山高－林口長庚－台北（交九台北轉運站）線」。
在平面道路中、短程客運方面，該市主要有苗栗客運、新竹客運等兩家客運公司。
苗栗客運的主要營運範圍在苗栗縣的北部及西部地區，設有苗栗客運苗栗站，從苗栗市有向北及東北通往後龍鎮、造橋鄉、頭屋鄉、竹南鎮、頭份市、三灣鄉及南庄鄉，並延伸至新竹市的各線班車；也有向西及西南通往西湖鄉、通霄鎮及苑裡鎮，並延伸到台中市大甲區的各線班車。
新竹客運在苗栗縣的主要營運範圍包括苗栗縣的西北部、中部及東南部，設有新竹客運苗栗站，從苗栗市有向西北、西及西南通往後龍鎮、西湖鄉及通霄鎮的各線班車；有向南、東南及東通往銅鑼鄉、三義鄉、公館鄉、獅潭鄉、大湖鄉及卓蘭鎮，並延伸到台中市后里區的各線班車。
橋樑
苗栗市雖有後龍溪流經東部及北部邊界，但該溪寬而淺，並無水運可言。但後龍溪上的幾條大型橋樑為對外的交通要道，包括台13甲線的北勢大橋、台13線的頭屋大橋、苗27-1線的玉清大橋、苗26-2線的新東大橋、台6線的龜山大橋及高鐵苗栗站聯外道的新港大橋。
免費巴士
行經苗栗市的免費公車方面現有苗栗市區免費巡迴公車、苗栗市免費社區巴士、獅潭鄉免費社區巴士、公館鄉免費社區巴士。

### 公共自行車
於2018年設置苗栗縣公共自行車租賃系統。

## 旅遊
苗栗市依山傍水，人文薈萃，旅遊資源極為豐富。主要的觀光景點有貓貍山公園、苗栗鐵道文物展示館、台鐵苗栗市苗栗車站、台鐵苗栗市南勢車站、新東大橋、新港大橋、木炭窯、池塘春暖、怡香茶園、市民廣場、八甲休息站、綠色隧道、風爐缺、第一休息坪、第二休息坪、羅爺爺牧場、盛隆牧場、羊寮坑市民花園、榕樹棟伯公、如幻蘭若等。知名的文化古蹟則有文昌祠、湯氏宗祠、賴氏節孝坊、功維敘隧道、銅鑼灣隧道、玉清宮、三山國王廟、觀音宮、魯國堂土地公廟、麻園坑道古炭窯等。
其他主要的公園尚有苗栗市河濱公園（省道台6線經國路旁）、西山公園、維祥親水公園、鐵道公園、芒埔五張犛圳親水公園等。其餘的景點尚有羅爺爺牧場、苗栗市自行車休閒運動路線、維新客家文物館、福麗古道、佐佐木古登窯、苗栗市藝文中心、客家文物館、中正堂等。
在熱鬧商圈方面，南苗地區的光復路－新東街商圈為苗栗市最繁榮的商業區圈。

### 風景名勝
- 新東大橋
- 新港大橋
- 市民廣場
- 綠色隧道
- 第一休息坪
- 第二休息坪
- 福麗古道
- 客家桐花公園
- 苗栗河濱公園

### 古蹟寺廟
|                                                                  |                                                                                               |                                                                        |
| - 苗栗城隍廟 - 苗栗文昌祠 - 苗栗天后宮 - 苗栗玉清宮 - 苗栗觀音宮 | - 苗栗義民廟 - 魯國堂土地公廟 - 田心謝氏陳留堂 - 湯氏宗祠 - 苗栗市萬善祠暨范苟祠 - 賴氏節孝坊 | - 功維敘隧道 - 銅鑼灣隧道 - 麻園坑道古炭窯 - 佐佐木古登窯 - 榕樹棟伯公 |

### 人文景點
|                                                                                          |                                                                     |                                                                                 |                                                                                         |
| - 貓裏客家學苑 - 苗栗鐵道文物展示館 - 苗栗縣城市規劃館 - 維新客家文物館 - 苗栗市藝文中心 | - 苗栗車站 - 南勢車站 - 木炭窯 - 池塘春暖 - 怡香茶園 - 苗銅自行車道 | - 八甲休息站 - 風爐缺 - 羅爺爺牧場 - 盛隆牧場 - 羊寮坑市民花園 - 苗栗市自行車道 | - 如幻蘭若 - 苗栗縣政府國際文化觀光局中正堂 - 苗栗縣政府國際文化觀光局 - 苗栗縣立圖書館 |

### 公園
- 貓貍山公園
- 苗栗市河濱公園
- 西山公園
- 維祥親水公園
- 鐵道公園
- 芒埔五張犛圳親水公園

## 國際交流

### 姊妹市
- 美國伊利諾州巴勒特市（英语：Bartlett, Illinois） [35]
- 日本靜岡縣駿東郡清水町

## 外部連結
- 苗栗市公所 （页面存档备份，存于）（繁體中文）
- 苗栗市公所的Facebook專頁
- YouTube上的苗栗市公所頻道